# Общескандинавская база данных рунических надписей
Общескандинавская база данных рунических надписей (швед. Samnordisk runtextdatabas) — проект Уппсальского университета, призванный составить исчерпывающий каталог найденных рунических надписей в машиночитаемом формате для будущих исследований.
Проект был запущен 1 января 1993 года. База данных выложена для скачивания в Интернете и активно используется в таких областях науки как лингвистика и рунология.
Каждому камню присваивается идентификационный номер, состоящий из трёх частей. Первая часть представляет собой условное обозначение местности, в которой был найден камень. Камни, обнаруженные в Швеции, имеют в качестве такового обозначения название исторического региона (например, Öl — Эланд, Vr — Вермланд и т. д.); находки же, сделанные за рубежом, помечаются сокращёнными названиями стран: IR — Ирландия, IS — Исландия, N — Норвегия и т. д.
Вторая часть идентификационного номера состоит из порядкового номера, в третьей уточняется его периодизация и состояние надписи († — утрачена, M — средневековая и т. д.)